# Nucras damarana
Nucras damarana — вид ящірок родини ящіркових (Lacertidae). Ендемік Намібії.

## Поширення і екологія
Nucras damarana широко поширені на північному заході Намібії. Вони живуть в лісистих саванах, в рідколіссях та в чагарникових заростях Дамараленду. Живляться комахами, павуками і багатоніжками.